# كريس أوسغود
كريس أوسغود هو لاعب هوكي الجليد كندي، ولد في 26 نوفمبر 1972 في Peace River ‏ في كندا.

## وصلات خارجية
- كريس أوسغود على موقع دوري الهوكي الوطني (الإنجليزية)
- كريس أوسغود على موقع قاعة مشاهير الهوكي (لاعب أن.إتش.أل) (الإنجليزية)
- كريس أوسغود على موقع EliteProspects.com (الإنجليزية)
- كريس أوسغود على موقع Eurohockey.com (الإنجليزية)
- كريس أوسغود على موقع HockeyDB.com (الإنجليزية)
- كريس أوسغود على موقع Hockey-Reference.com (الإنجليزية)